# Mikeháza község
Mikeháza község (románul: Comuna Mica) község Kolozs megyében, Romániában. Központja Mikeháza, beosztott falvai Décseipataktanya, Lunkatanya, Nagydomb, Szásznyíres, Szentbenedek, Szentmargita.

## Fekvése
Kolozs megye északkeleti részén, a Mezőségen helyezkedik el, a Nagy-Szamos és a Kis-Szamos összefolyásánál.

## Népessége
1850-től a népesség alábbiak szerint alakult:
| Lakosok száma | 2723 | 3055 | 3814 | 4341 | 4512 | 4880 | 3888 | 3836 | 3566 | 3459 |
|               | 1850 | 1880 | 1900 | 1930 | 1941 | 1977 | 1992 | 2002 | 2011 | 2021 |

A 2011-es népszámlálás adatai alapján a község népessége 3566 fő volt, melynek 70,25%-a román, 26,19%-a magyar  és 2,08%-a roma Vallási hovatartozás szempontjából a lakosság 68,7%-a ortodox, 22,35%-a református, 3,45%-a hetednapi adventista, 1,89%-a baptista, 1,39%-a hetednapi adventista és 1,04%-a pünkösdista.

## Nevezetességei
A község területéről az alábbi épületek szerepelnek a romániai műemlékek jegyzékében:
- a mikeházi Szent Mihály és Gábriel arkangyalok templom (LMI-kódja CJ-II-m-B-07709, tévesen Szamosújvárnémeti községhez rendelve)
- a szásznyíresi református templom (CJ-II-m-B-07725)
- a szentbenedeki Szent Miklós-templom (CJ-II-m-B-07702)
- a szentbenedeki Szent Kereszt felmagasztalása templom, hajdani Kornis-kápolna (CJ-II-m-B-07703)
- a szentbenedeki Kornis-kastély (CJ-II-a-A-07704)

A Kis-Szamos védett szakasza, amely a Natura 2000 hálózathoz tartozik, részben a község területén található. A védett halfajták közül a homoki küllő, a halványfoltú küllő és a kárpáti márna él a folyóban.